# Ocnogyna mellierei
Ocnogyna mellierei är en fjärilsart som beskrevs av Thierry-mieg 1910. Ocnogyna mellierei ingår i släktet Ocnogyna och familjen björnspinnare. Inga underarter finns listade i Catalogue of Life.